# Whitchurch, Shropshire
Whitchurch är en stad i civil parish Whitchurch Urban, i kommunen Shropshire, i grevskapet Shropshire, i England. Orten har 8 673 invånare (2001). Whitchurch var en civil parish fram till 1894 när blev den en del av Whitchurch Urban och Whitchurch Rural. Civil parish hade 6 647 invånare år 1891. Staden nämndes i Domedagsboken (Domesday Book) år 1086, och kallades då Westune/Westone.